# 长寨乡
长寨乡，是中华人民共和国湖南省怀化市会同县下辖的一个乡镇级行政单位。

## 行政区划
长寨乡下辖以下地区：
长寨村、群力村、长滩村、坪磨村、茶溪村、冲脚羊村、白市村、白市溪口村、杨柳村、摆滩村、小市溪口村、小市村和大市村。